# 娃娃脸尼尔森
娃娃脸尼尔森（英語：Baby Face Nelson，1908年12月6日—1934年11月27日），本名莱斯特·約瑟夫·吉利斯（英語：Lester Joseph Gillis），別名為喬治·尼爾森（George Nelson），是一名美国伊利诺伊州芝加哥人，美国1930年代的一位银行抢匪。在约翰·迪林杰、「漂亮男孩」弗洛伊德被击毙后尼尔森成为了新的「全民公敌」（Public Enemy Number 1）。

## 早年经历
尼尔森于1908年12月6日在美国伊利诺伊州芝加哥出生，在学校时，尼尔森脾气暴躁且常与其它学生打架，并曾用手枪误伤一名同龄儿童。13岁时尼尔森因盗窃一辆汽车而被送往刑事学校管制，之后的几年中尼尔森加入街头帮派并再度被送往刑事学校管制。

## 婚姻
- 1928年，尼尔森在标准石油公司工作时遇见售货员海伦·瓦泽那卡（Helen Wawzynak），两人相爱后后很快结婚并有一儿一女，海伦在婚后改名为海伦·吉利斯（Helen Gillis）。[3]

## 犯罪生涯
- 1930年4月，尼尔森抢劫了一家银行，获得4000美金，之后尼尔森多次实行抢劫、谋杀并与美国警方及联邦调查局对抗。
- 1931年，尼尔森及其所处帮派“胶带”（the Tape）大部分成员被警方抓获，《芝加哥论坛报》（Chicago Tribune）在报道中称尼尔森为““George 'Baby Face' Nelson”（乔治‘娃娃脸’尼尔森），此后尼尔森便一直被称为“娃娃脸”尼尔森。但据报道尼尔森曾表示自己非常讨厌“娃娃脸”这个称呼，他更愿意被称呼为“大乔治”（Big George）。[4]
- 1932，尼尔森在被从监狱转至慧顿（Wheaton）受审时逃脱，在此期间尼尔森化名“吉米·约翰逊”（Jimmy Johnson）并结识了窃贼与走私犯约翰·切斯（John Paul Chase）。[5]
- 1934年，尼尔森加入“头号公敌”约翰·迪林杰的团队，而一些传闻认为在约翰·迪林杰“wooden pistol”（木制手枪）越狱事件中提供有帮助。[6]
- 1934年4月20日，尼尔森与迪林杰一行人前往威斯康辛州小波西米亚别墅（Little Bohemia）度假时行踪败露。联邦调查局于22日包围小波西米亚别墅试图抓捕迪林杰一行人，但因训练与火力不足致使迪林杰等人逃脱且一名探员殉职、二名探员重伤以及一名游客被FBI误杀，此次行动失败使得联邦调查局受到多方批评。[7]

## 死亡
- 1934年11月27日，美国联邦调查局美国探员Sam P Cowley与Herman “Ed” Hollis于伊利诺伊州巴林顿（Barrington）与尼尔森一行人遭遇并交火，两名FBI探员先后在战斗中殉职，尼尔森负伤脱逃后重伤身亡，尸体于次日在一处公墓附近被发现。[8][9]海伦·吉利斯则于数日后被抓获，服刑一年，在1987年去世。[10]

## 影响
先后击毙“头号公敌”约翰·迪林杰与“娃娃脸”尼尔森使得调查局（Bureau of Investigation，缩写：BOI，联邦调查局前身）名声大噪，为1935年改为联邦调查局（Federal Bureau of Investigation）与日后扩大执法权、建立公众公信力做下铺垫。但在抓捕“娃娃脸”尼尔森时付出的惨痛伤亡也暴露出调查局的缺点：缺乏与其它执法部门的交流协同、执法者武器火力较弱无法应对罪犯的重火力、计划、应变能力欠妥致使小波西米亚别墅包围行动失败以及误杀平民。而这也促使联邦调查局加强执法者火力与防护、强化应变能力，之后的类似事件更使得美国聯邦調查局重大事件響應組成立。

## 流行文化
- 《Baby Face Nelson（英语：Baby Face Nelson (film)）》，1957年電影
- 《聯邦調查局》，1959年電影
- 《Dillinger（英语：Dillinger (1973 film)）》，1973年電影
- 《The Kansas City Massacre（英语：The Kansas City Massacre）》，1975年電視電影
- 《Baby Face Nelson》，1995年電影
- 《逃獄三王》，2000年電影
- 《大犯罪家》，2009年電影